# Olympische Sommerspiele 2012/Schwimmen – 200 m Brust (Männer)
Der Wettbewerb über 200 Meter Brust der Männer bei den Olympischen Spielen 2012 in London wurde am 31. Juli und 1. August 2012 im London Aquatics Centre ausgetragen. 34 Athleten nahmen daran teil. 
Es fanden fünf Vorläufe statt. Die 16 schnellsten Schwimmer aller Vorläufe qualifizierten sich für die zwei Halbfinals, die am gleichen Tag ausgetragen wurden. Auch hier qualifizierten sich die Finalteilnehmer über die acht schnellsten Zeiten beider Halbfinals.
Abkürzungen: WR = Weltrekord, OR = olympischer Rekord, NR = nationaler Rekord, PB = persönliche Bestleistung, JWB = Jahresweltbestzeit

## Bestehende Rekorde
| Weltrekord         | Christian Sprenger ( Australien) | 2:07,31 min | Rom, Italien                | 30. Juli 2009   |
| Olympischer Rekord | Kōsuke Kitajima ( Japan)         | 2:07,64 min | Peking, Volksrepublik China | 14. August 2008 |

## Titelträger
| Olympiasieger     | Kōsuke Kitajima ( Japan) | 2:07,64 min | Peking 2008   |
| Weltmeister       | Dániel Gyurta ( Ungarn)  | 2:08,41 min | Shanghai 2011 |
| Europameister     | Dániel Gyurta ( Ungarn)  | 2:08,60 min | Debrecen 2012 |
| Deutscher Meister | Marco Koch               | 2:09,48 min | Berlin 2012   |

## Vorlauf

### Vorlauf 1
31. Juli 2012
| Platz | Name                  | Nation      | Zeit        | Anmerkung |
| ----- | --------------------- | ----------- | ----------- | --------- |
| 1     | Irakli Bolkwadse      | Georgien    | 2:15,86 min | NR        |
| 2     | Dmitri Aleksandrow    | Kirgisistan | 2:17,92 min |           |
| —     | Tsilavina Ramanantsoa | Madagaskar  | DSQ         |           |

### Vorlauf 2
31. Juli 2012
| Platz | Name                   | Nation     | Zeit        | Anmerkung |
| ----- | ---------------------- | ---------- | ----------- | --------- |
| 1     | Scott Dickens          | Kanada     | 2:10,95 min |           |
| 2     | Sławomir Kuczko        | Polen      | 2:12,51 min |           |
| 3     | Tomáš Klobučník        | Slowakei   | 2:13,40 min |           |
| 4     | Christian Schurr       | Mexiko     | 2:14,16 min |           |
| 5     | Hunor Mate             | Österreich | 2:15,98 min |           |
| 6     | Nuttapong Ketin        | Thailand   | 2:16,07 min |           |
| 7     | Jakob Jóhann Sveinsson | Island     | 2:16,72 min |           |

### Vorlauf 3
31. Juli 2012
| Platz | Name                 | Nation             | Zeit        | Anmerkung |
| ----- | -------------------- | ------------------ | ----------- | --------- |
| 1     | Dániel Gyurta        | Ungarn             | 2:08,71 min |           |
| 2     | Michael Jamieson     | Großbritannien     | 2:08,98 min | NR        |
| 3     | Scott Weltz          | Vereinigte Staaten | 2:09,67 min |           |
| 4     | Glenn Snyders        | Neuseeland         | 2:10,55 min | NR        |
| 5     | Matti Mattson        | Finnland           | 2:11,81 min | NR        |
| 6     | Ihor Boryssyk        | Ukraine            | 2:12,61 min |           |
| 7     | Choi Kyu-woong       | Südkorea           | 2:13,57 min |           |
| 8     | Panagiotis Samilidis | Griechenland       | 2:14,82 min |           |

### Vorlauf 4
31. Juli 2012
| Platz | Name                     | Nation             | Zeit        | Anmerkung |
| ----- | ------------------------ | ------------------ | ----------- | --------- |
| 1     | Ryō Tateishi             | Japan              | 2:09,37 min |           |
| 2     | Clark Burckle            | Vereinigte Staaten | 2:09,55 min |           |
| 3     | Wjatscheslaw Sinkewitsch | Russland           | 2:10,48 min |           |
| 4     | Tales Cerdeira           | Brasilien          | 2:11,05 min |           |
| 5     | Christian vom Lehn       | Deutschland        | 2:11,66 min |           |
| 6     | Henrique Barbosa         | Brasilien          | 2:12,05 min |           |
| 7     | Ákos Molnár              | Ungarn             | 2:12,42 min |           |
| 8     | Yannick Käser            | Schweiz            | 2:13,49 min |           |

### Vorlauf 5
31. Juli 2012
| Platz | Name                 | Nation         | Zeit        | Anmerkung |
| ----- | -------------------- | -------------- | ----------- | --------- |
| 1     | Andrew Willis        | Großbritannien | 2:09,33 min |           |
| 2     | Kōsuke Kitajima      | Japan          | 2:09,43 min |           |
| 3     | Giedrius Titenis     | Litauen        | 2:10,36 min |           |
| 4     | Marco Koch           | Deutschland    | 2:10,61 min |           |
| 5     | Laurent Carnol       | Luxemburg      | 2:10,83 min |           |
| 6     | Brenton Rickard      | Australien     | 2:11,41 min |           |
| 7     | Lennart Stekelenburg | Niederlande    | 2:12,02 min |           |
| 8     | Chen Cheng           | China          | 2:19,83 min |           |

## Halbfinale

### Lauf 1
31. Juli 2012
| Platz | Name               | Nation             | Zeit        | Anmerkung |
| ----- | ------------------ | ------------------ | ----------- | --------- |
| 1     | Michael Jamieson   | Großbritannien     | 2:08,20 min | NR        |
| 2     | Ryō Tateishi       | Japan              | 2:09,11 min |           |
| 3     | Clark Burckle      | Vereinigte Staaten | 2:09,13 min |           |
| 4     | Tales Cerdeira     | Brasilien          | 2:09,77 min |           |
| 5     | Giedrius Titenis   | Litauen            | 2:09,95 min |           |
| 6     | Christian vom Lehn | Deutschland        | 2:10,50 min |           |
| 7     | Glenn Snyders      | Neuseeland         | 2:11,14 min |           |
| 8     | Laurent Carnol     | Luxemburg          | 2:11,17 min |           |

### Lauf 2
31. Juli 2012
| Platz | Name                     | Nation             | Zeit        | Anmerkung |
| ----- | ------------------------ | ------------------ | ----------- | --------- |
| 1     | Dániel Gyurta            | Ungarn             | 2:08,32 min |           |
| 2     | Andrew Willis            | Großbritannien     | 2:08,47 min |           |
| 3     | Scott Weltz              | Vereinigte Staaten | 2:08,99 min |           |
| 4     | Kōsuke Kitajima          | Japan              | 2:09,03 min |           |
| 5     | Brenton Rickard          | Australien         | 2:09,31 min |           |
| 6     | Wjatscheslaw Sinkewitsch | Russland           | 2:09,90 min |           |
| 7     | Marco Koch               | Deutschland        | 2:10,73 min |           |
| 8     | Scott Dickens            | Kanada             | 2:11,71 min |           |

## Finale
1. August 2012, 19:30 Uhr MEZ
| Platz | Name             | Nation             | Zeit        | Anmerkung |
| ----- | ---------------- | ------------------ | ----------- | --------- |
| 1     | Dániel Gyurta    | Ungarn             | 2:07,28 min | WR, OR    |
| 2     | Michael Jamieson | Großbritannien     | 2:07,43 min | NR        |
| 3     | Ryō Tateishi     | Japan              | 2:08,29 min |           |
| 4     | Kōsuke Kitajima  | Japan              | 2:08,35 min |           |
| 5     | Scott Weltz      | Vereinigte Staaten | 2:09,02 min |           |
| 6     | Clark Burckle    | Vereinigte Staaten | 2:09,25 min |           |
| 7     | Brenton Rickard  | Australien         | 2:09,28 min |           |
| 8     | Andrew Willis    | Großbritannien     | 2:09,44 min |           |

Silbermedaillengewinner Jamieson gelang es in diesem Wettbewerb nicht nur, den britischen Rekord gleich drei Mal zu verbessern. Im Finale war er zudem schneller als der bis dahin gültige Olympiarekord. Es war die drittschnellste je geschwommene Zeit auf dieser Distanz.